# Opper-Uele
Opper-Uele (Frans: Haut-Uele) is een provincie van de Democratische Republiek Congo in het uiterste noordoosten van het land. Het gebied beslaat een oppervlakte van een kleine 90.000 km² en telde eind 2005 naar schatting ruim 1,9 miljoen inwoners. De hoofdplaats van de provincie is Isiro. De provincies Opper-Uele en Neder-Uele zijn vernoemd naar de Uele-rivier die erdoorheen loopt.

## Geschiedenis
In 1912 was het toenmalige Belgisch-Congo verdeeld in 22 districten, waaronder Opper-Uele dat sinds 1966 deel uitmaakte van een grotere provincie die later werd hernoemd tot Orientale.
In de constitutie van 2005 werd voorzien dat de provincie Orientale werd opgesplitst in de 26 oorspronkelijke provincies waaruit zij was samengesteld. Zo werd Opper-Uele weer een zelfstandige provincie. De geplande ingangsdatum (februari 2009) werd ruim overschreden en de provincieindeling werd pas in juni 2015 van kracht.
De provincie is opgedeeld in zes territoria (territoires): Faradje, Dungu, Niangara, Rungu, Wamba en Watsa.

## Grenzen
Opper-Uele grenst aan twee buurlanden van Congo-Kinshasa:
- De prefectuur Haut-Mbomou van de Centraal-Afrikaanse Republiek in het noordwesten,
- Twee staten van Zuid-Soedan in het noorden:
  - Western Equatoria
  - Central Equatoria
- Verder heeft Opper-Uele drie buurprovincies:
- Ituri in het zuidoosten
- Tshopo in het zuidwesten
- Neder-Uele in het westen.

* = een stadsprovincie